# La Chapelle-d'Andaine
La Chapelle-d'Andaine is een plaats en voormalige gemeente in het Franse departement Orne in de regio Normandië en telt 1600 inwoners (1999). De plaats maakt deel uit van het arrondissement Alençon.

## Geschiedenis
Op 1 januari 2016 fuseerde La Chapelle-d'Andaine met de gemeenten Couterne, Geneslay en Haleine tot de gemeente Rives d'Andaine. 

## Geografie
De oppervlakte van La Chapelle-d'Andaine bedraagt 15,5 km², de bevolkingsdichtheid is 103,2 inwoners per km².
De onderstaande kaart toont de ligging van La Chapelle-d'Andaine met de belangrijkste infrastructuur en aangrenzende gemeenten.

## Demografie
Onderstaande figuur toont het verloop van het inwonertal (bron: INSEE-tellingen).
La Chapelle-d'Andaine · Couterne · Geneslay · Haleine